# Zone de liste

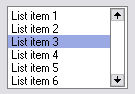
Une 'listbox' générique.

Une zone de liste (ou list box ou listbox) est un widget qui permet à l'utilisateur de sélectionner un ou plusieurs éléments d'une liste statique. L'utilisateur doit cliquer dans la liste sur un élément pour le sélectionner, parfois en combinaison avec des raccourcis claviers (touche Majuscule ou Control pour faire des sélections multiples).
Cliquer sur un élément de liste déjà sélectionné le désélectionne.
Une zone de liste est intitulée select ou select1 dans le standard XML XForms.  Select est utilisé pour permettre à l'utilisateur de sélectionner plusieurs éléments de liste tandis que select1 ne permet à l'utilisateur de sélectionner qu'un seul élément de liste.